# Діксі (Вашингтон)
Діксі (англ. Dixie) — переписна місцевість (CDP) в США, в окрузі Валла-Валла штату Вашингтон. Населення — 225 осіб (2020).

## Географія
Діксі розташоване за координатами 46°8′21″ пн. ш. 118°8′53″ зх. д. / 46.13917° пн. ш. 118.14806° зх. д. (46.139231, -118.147931).  За даними Бюро перепису населення США в 2010 році переписна місцевість мала площу 1,40 км², уся площа — суходіл.

## Демографія
Згідно з переписом 2010 року, у переписній місцевості мешкало 197 осіб у 79 домогосподарствах у складі 58 родин. Густота населення становила 140 осіб/км².  Було 87 помешкань (62/км²).
Расовий склад населення:
| - 93,9 % — білих - 2,0 % — корінних американців - 2,5 % — осіб інших рас |

До двох чи більше рас належало 1,5 %. Частка іспаномовних становила 6,1 % від усіх жителів.
За віковим діапазоном населення розподілялося таким чином: 18,3 % — особи молодші 18 років, 66,0 % — особи у віці 18—64 років, 15,7 % — особи у віці 65 років та старші. Медіана віку мешканця становила 46,4 року. На 100 осіб жіночої статі у переписній місцевості припадало 101,0 чоловіків;  на 100 жінок у віці від 18 років та старших — 111,8 чоловіків також старших 18 років.
Середній дохід на одне домашнє господарство  становив 57 190 доларів США (медіана — 50 536), а середній дохід на одну сім'ю — 61 285 доларів (медіана — 56 250). За межею бідності перебувало 20,5 % осіб, у тому числі 54,2 % дітей у віці до 18 років та 0,0 % осіб у віці 65 років та старших.
Цивільне працевлаштоване населення становило 124 особи. Основні галузі зайнятості: освіта, охорона здоров'я та соціальна допомога — 27,4 %, науковці, спеціалісти, менеджери — 14,5 %, публічна адміністрація — 12,9 %.